# 介溪水库
介溪水库是中国福建省南平市政和县境内的一座水库，位于松溪上，建于1979年。水库正常库容为1500万立方米，集雨面积为26平方千米，海拔为310米。